# 西安理工大学
西安理工大学，简称西理工，属于中央与地方共建高校。学校是中国“中西部高校基础能力建设工程”入选高校、陕西省“高水平大学建设工程”支持高校，教育部首批“卓越计划”高校，陕西省高水平大学重点建设院校之一，是24所中国研究生院院长联席会扩大高校之一。 建校至今，学校已为国家培养了各类毕业生10万余人。

西安理工大学建校于1949年5月1日，前身是北京机械学院和陕西工业大学（陕西工业大学由西安化工学院、西安动力学院、西安交通大学水利系纺织系和陕西科技大学于1960年合并组建）于1972年合并组建的陕西机械学院（动力系划归西安交通大学，化工系划归西北大学，纺织系独立建制西北纺织工学院（现西安工程大学），北京部分组建陕西机械学院北京研究生部（现北京信息科技大学））。1994年1月经原国家教委批准更名为西安理工大学。

学校建有金花、曲江、莲湖3个校区和1个大学科技园。有普通全日制本科生18000余名，博士、硕士研究生近7000名。有教职工2500余人，其中高级职称800余人。现设16个学院和1个教学部，设67个本科专业，其中10个专业为国家特色专业建设点，11个专业通过工程教育专业认证（评估），21个专业入选陕西省一流专业，16个专业为陕西省特色专业建设点，8个专业为陕西省名牌专业。设有23个本科实验教学中心，其中有3个国家级实验教学示范中心，16个省级本科高校实验教学示范中心，2个省级本科高校虚拟仿真实验教学中心。

## 历史

### 历史沿革
学校的前身是成立于1958年的北京机械学院和成立于1960年的陕西工业大学。两校的办学历史分别可以追溯至1919年由民国教育总长范源濂创办的北平市立商业补习学校和1937年成立的国立西安临时大学（土木工程学系水利组）。

1972年，北京机械学院和陕西工业大学合并组建陕西机械学院，隶属第一机械工业部。原北京机械学院校址1973年被划拨人民日报社。
1994年，学校经批准更名为西安理工大学。
1998年，随着机械工业部撤销，学校划转陕西省，管理体制调整为中央与陕西省共建，以陕西省管理为主。
2002年，陕西省批准西安仪表工业学校整体并入西安理工大学。

### 校庆日
学校以1949年人民政府接管北京机械学院前身学校国立北平高级工业职业学校为校庆起始年，5月1日为校庆日。

## 校园

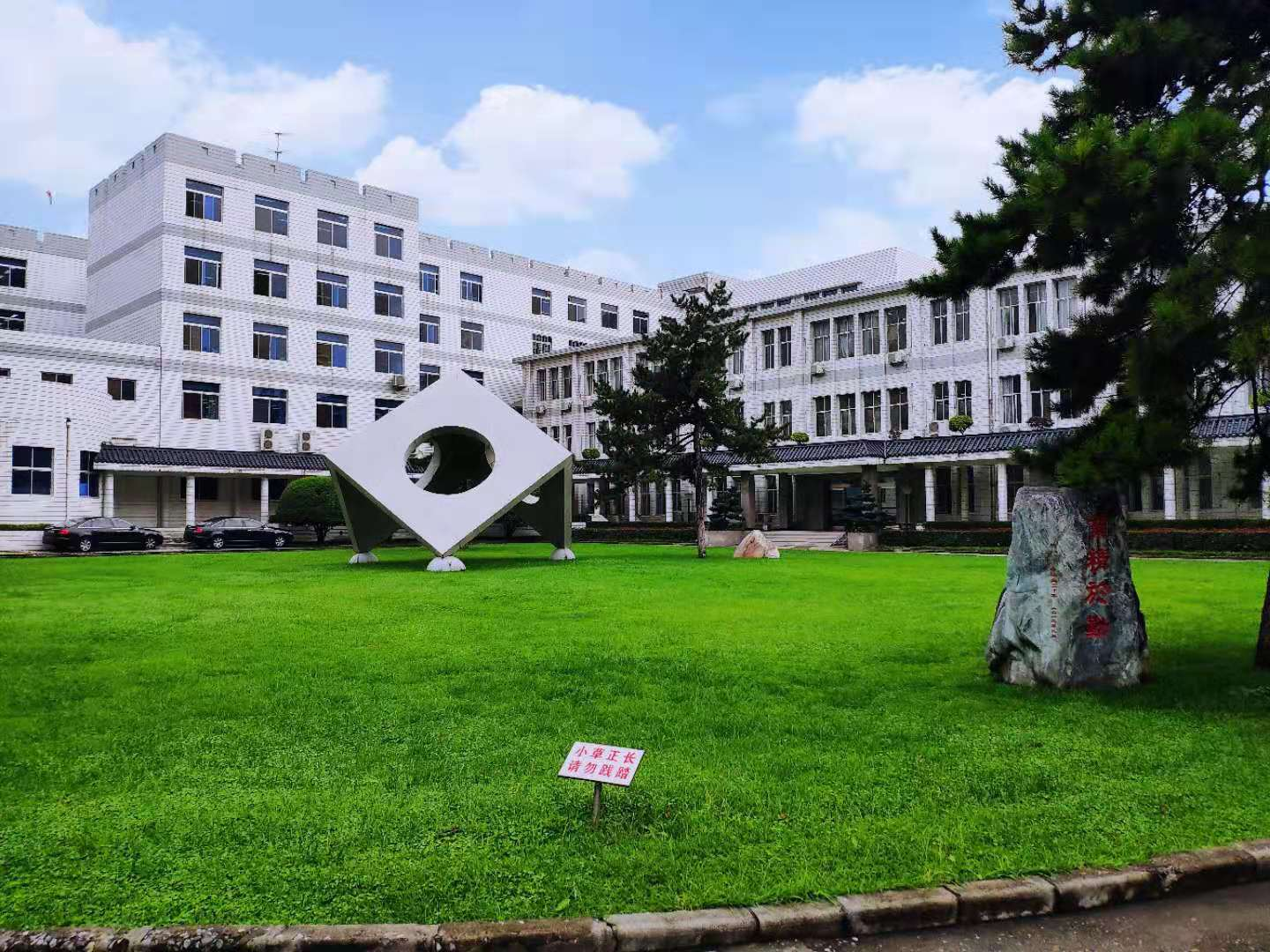
西安理工大学金花校区

### 校区

#### 曲江校区
西安理工大学曲江校区位于西安市雁翔路58号，计划用地1010亩，建筑面积35.4万平方米。曲江校区于2001年开工，2002年投入使用。已建成四栋教学楼、十栋学生公寓、三栋青年教师公寓、逸夫科技信息馆、大学生活动中心、塑胶跑道田径场、工程训练中心、学生食堂、游泳池等，能满足一万余名学生学习、生活要求。电气学院、管理学院、理学院、人文学院、思政部、艺术学院的本科生、研究生和其他学院一、二年级学生在曲江校区学习生活。西安地铁5号线在该校区东南侧设有理工大曲江校区站。

### 历史遗迹

#### 理工大汉墓
2004年2月，西安理工大学曲江校区施工现场发现了一座珍贵的汉代大墓，墓内壁画保存完好，色彩鲜艳，内容丰富。这些壁画不仅描绘了龙、虎、鹤、羽人、太阳、月亮、云气等与墓主灵魂升天相关的图像，还展示了东汉时期流行的车马出行、狩猎、宴乐、斗鸡等世俗生活场景，大大丰富了关中地区西汉墓葬壁画的内容。然而，由于汉墓没有墓志铭，迄今仍无法确定西理工大汉墓的墓主身份。

## 办学

### 师资力量
截至2019年2月，学校教职工约2500人。院士工作室19个。有双聘院士4人。入选国家“万人计划”2人、“长江学者奖励计划”2人、全国高校黄大年式教师团队1个，国家优秀青年科学基金、中国青年科技奖获得者3人，新世纪“百千万人才工程”国家级人选4人，教育部“新世纪优秀人才支持计划”8人，中科院“百人计划”3人。有全国优秀教师、全国先进工作者5人，享受国务院政府特殊津贴专家12人。入选陕西省“千人计划”39人、“特支计划”9人、“三秦学者”创新团队2个、高校“青年杰出人才”支持计划10人。国务院学位委员会学科评议组成员1人，教育部高等学校专业教学指导委员会委员7人，省部级有突出贡献的专家、劳动模范、先进工作者、优秀教师、教学名师、师德标兵等40多人；国家教学团队4个。

## 杰出校友
姚穆：中国工程院院士，纺织材料学家和纺织教育家。

李佩成：中国工程院院士，国际干旱半干旱地区水资源与环境研究培训中心（中德合作）主任。

沈晋：中国水文水资源领域著名专家（2011年10月20日在西安逝世，享年95岁）

斯泽夫：东方电气股份有限公司董事长、中国东方电气集团公司副董事长、党组副书记、总经理。 

吴一坚：金花企业集团董事长，2013年胡润富豪榜陕西省首富。

祁玉民：华晨汽车集团（华晨宝马）董事长。

张文若：中国煤炭地质总局航测遥感局局长兼党委副书记，地理学家，“3S”技术应用领域的先行者。

李勤：联想控股有限公司常务副总裁、神州数码控股有限公司董事局主席。

姜力军：脑电波信息控制领域专家，IEEE高级会员，IEEE新加坡教育协会主席、国立新加坡共和理工学院无线技术发展中心主任。

俞向前：天地源股份有限公司董事长。

张琪：四联智能技术股份有限公司董事长兼总经理。

童斌：北京航天飞行控制中心总工程师。

杨恒：SeattleTechnologyInc.董事长、IDETCO亚洲地区执行总裁，无锡泛太科技有限公司首席执行官。

杨耕：清华大学教授、西安春日电气公司总经理。

王茜：美国西北大学机械工程系终身教授。

李润源：北京京仪世纪电子股份有限公司总工程师，涿鹿京仪电子有限公司董事长。

张志刚：济南二机床集团有限公司董事长。

冯小明：陕西理工学院副校长。

苏波：工业和信息化部副部长、党组副书记职务。

李晓东：陕西省政协副主席。

张道宏：陕西省人民政府副省长。

高中印：榆林市常委副市长。

魏民洲：原西安市委书记、陕西省人大常委会党组副书记、副主任。2018年11月20日，湖南省郴州市中级人民法院公开宣判陕西省第十二届人大常委会原党组副书记、副主任魏民洲受贿案，认定被告人魏民洲犯受贿罪，判处无期徒刑，剥夺政治权利终身，并处没收个人全部财产。

单舒平：共青团陕西省委副书记。

方彦：宁夏回族自治区固原市副市长。

陈建民：中国家电研究院副院长。

张金旺：太原市副市长。

宋建忠：西安爱德华测量设备股份有限公司董事长兼总经理。

许文海：水利部水资源司副司长。

许文才：北京印刷学院副校长，西安理工大学印刷包装工程学院前院长。

易文飞：当当网副总裁。

王增发：教授级高工，现任中国水电建设集团十五工程局有限公司董事长、党委书记。

张勃兴：现中华诗词学会顾问、陕西诗词学会和陕西省老年诗词学会明月会长，曾任陕西省省长，省委书记。

李春光：中色（宁夏）东方集团有限公司副总经理。

郑方：对外经济贸易大学校董会董事，海外华人资产管理协会主席。

徐时清：中国计量学院材料学院院长、浙江省“十二五”节能技术成果转化工程咨询专家组成员、国际照明委员会空间光谱辐射测量技术委员会委员。

应展望：曾任长安汽车有限责任公司技术部副部长，总经理助理，重庆长安汽车股份有限公司副总裁。现任长安标致雪铁龙汽车有限公司执行副总裁。